# Otomesostoma auditivum
Otomesostoma auditivum är en plattmaskart som först beskrevs av Du Plessis 1874, och fick sitt nu gällande namn av v.Graff 1882. Otomesostoma auditivum ingår i släktet Otomesostoma och familjen Otomesostomatidae. Inga underarter finns listade i Catalogue of Life.